# Rosa Ramalho
Pour les articles homonymes, voir Ramalho.
 (janvier 2015).
Rosa Ramalho OSE (1888 - 1977) est le nom artistique de Rosa Barbosa Lopes, barrista et figure emblématique de la poterie traditionnelle portugaise.

## Biographie
Rosa Ramalho est née le 14 août 1888, dans la paroisse de São Martinho de Galegos (en) (municipalité de Barcelos). Fille d'un cordonnier et d'une tisserande, mariée à 18 ans avec un meunier dont elle eut sept enfants, elle apprit à travailler l'argile très jeune, mais cessa cette activité durant 50 ans afin d'élever sa famille. C'est seulement après la mort de son mari, à l'âge de 68 ans, qu'elle retrouve cette passion et commence à créer des figures qui l'ont rendue célèbre. Sa création à la fois spectaculaire et fantasque, dénotant une imagination prodigieuse, la distingua d'autres potiers et barrista et lui apporta une renommée qui a traversé les frontières.
António Quadros (peintre) et critique artistique a découvert le talent de Rosa Ramalhoet et lui a fait de la publicité dans les médias. Cette Barrista a été la première à être connue individuellement par la reconnaissance de son nom. La Présidence lui a décerné le diplôme de Dame de Ordre de Sant'Iago de l'Épée, le 9 juin 1980 . En 1968, elle avait également reçu la médaille du "Service des arts à la Nation."

## Hommages
À propos de l'artiste livre de Mário Cláudio (Rosa, 1988, construit à la main dans la trilogie) ; un court film documentaire de Nuno Paulo Bouça (À volta de Rosa Ramalho, 1996). Une école de la rue des Barcelinhos, Barcelos 2,3 EB de la paroisse porte son nom. Son vieux garage à São Martinho de Galegos, va être transformé en musée de la poterie à son nom.
Son travail est poursuivi aujourd'hui par sa petite-fille Júlia Ramalho (pt).